# Râul Patac
Râul Patac este un afluent al râului Albac. 

## Hărți
- Harta județul Alba
- Harta munții Apuseni
- Harta munții Bihor-Vlădeasa Arhivat în 9 iunie 2008, la Wayback Machine.